# Lala Mara
Pour les articles homonymes, voir Mara.
Ro Lady Lala Mara, née Litia Cakobau Lalabalavu Katoafutoga Tuisawau en 1931, et morte à Suva le 21 juillet 2004, est une cheffe autochtone et femme politique fidjienne.

## Biographie
Fille du chef Ratu George Tuisawau et donc arrière-petite-fille de l'un des chefs signataires de l'Acte de Cession des Fidji à l'Empire britannique en 1874, elle en hérite le titre de Roko Tui Dreketi (en), l'un des titres coutumiers les plus prestigieux de l'aristocratie fidjienne, détenu par le plus haut chef de la province de Rewa et de la confédération Burebasaga. En 1950 elle épouse Ratu Kamisese Mara, héritier des titres de Tui Lau (en) et de Tui Nayau, qui est par la suite Premier ministre des Fidji de 1967 à 1987. Lorsque ce dernier perd les élections de 1987, le colonel Sitiveni Rabuka mène rapidement un coup d'État militaire pour lui rendre le pouvoir ; Ro Lala Mara se rend à la caserne pour remercier le colonel en l'honorant d'un collier de dents de baleine.
En 1991, elle brigue sans succès la direction du nouveau parti politique Soqosoqo ni Vakavulewa ni Taukei fondé par le Grand Conseil des chefs. Elle reçoit davantage de voix que Ratu William Toganivalu, mais est battue par Sitiveni Rabuka. Elle demeure membre du Grand Conseil des chefs jusqu'à sa mort en juillet 2004, dans un hôpital de Suva, trois mois après son époux. Son titre de Roko Tui Dreketi passe à sa sœur Ro Teimumu Kepa. Parmi ses sept enfants (quatre filles et trois fils), Ratu Finau Mara est ministre des Affaires autochtones à la fin des années 1990 et Adi Koila Nailatikau épouse Ratu Epeli Nailatikau, futur président de la République,.